# Lechenaultia expansa
Lechenaultia expansa är en tvåhjärtbladig växtart som beskrevs av Robert Brown. Lechenaultia expansa ingår i släktet Lechenaultia och familjen Goodeniaceae. Inga underarter finns listade i Catalogue of Life.